# Сетцер, Брайан
Брайан Роберт Сетцер (англ. Brian Robert Setzer; 10 апреля 1959, Массапекуа, Нью-Йорк, США) — американский гитарист, певец и автор песен. Впервые достиг широкого успеха в начале 1980-х с группой «Stray Cats» и продолжил свою карьеру в конце 1990-х вместе с джазовым Биг-бендом.

## Биография
Брайан Роберт Сетцер родился 10 апреля 1959

#### Карьера
Сетцер родился в Массапекуа, штат Нью-Йорк. Начиная с 1979 года был фронтменом группы «Stray Cats». После выступлений на местном уровне от Нью-Йорка до Филадельфии с группами под разными названиями без реального успеха гитарист Сетцер, барабанщик Слим Джим Фантом и басист Ли Рокер решили в июне 1980 года отправиться в Лондон, где, как они верили, публика будет больше ценить их звук и стиль.
Чтобы получить деньги на аваиперелёт, Брайан, Ли и Джим отправились в «Sam Ash Music» на 48-й улице, чтобы продать свои инструменты и оборудование магазину. Вместо переговоров они просто продали свои инструменты, получив достаточно средств на билет в один конец. По прибытии они решили назвать себя «Stray Cats». Название было предложено Рокером из-за того, что он определил их статус как «stray» (то есть «бродячие».) После нескольких месяцев выступлений они привлекли внимание британского продюсера Дэйва Эдмундса и выпустили серию успешных синглов в Великобритании, которые противопоставлялись уже укоренившейся панк-сцене в Лондоне.
После выпуска нескольких синглов и двух альбомов в Англии «Stray cats» обратили на себя внимание американской публики альбомом 1982 года «Built for Speed», два хита из которого вошли в Top Ten («Rock This Town» и «Stray Cat Strut»). Этот альбом был в основном переизданием многих песен из двух предыдущих альбомов, «Stray Cats» и «Gonna Ball», которые не были выпущены в Америке. Их следующий альбом, «Rant 'N Rave with the Stray Cats» включал в себя два успешных сингла: «(She’s) Sexy + 17» и «I Won’t Stand In Your Way».
«Stray Cats» распались в 1984 году, но кратко воссоединялись время от времени для записи альбомов и поездок в туры вплоть до начала 1990-х. С 1985 года до начала 1994 года Брайан Сетцер был гитаристом в гастрольной версии группы Роберта Планта «The Honeydrippers».
Летом 1986 года Сетцер выпустил первый сольный альбом, «The Knife Feels Like Justice», который ушёл от традиционного звучания Сетцера в сторону более «мейнстримного» звука, популярного в то время благодаря таким исполнителям, как Джон Милленкамп и Брюс Спрингстин. Альбом был мало прорекламирован лейблом, и в результате его ждал незначительный успех. Он достиг лишь 45 места в американском чарте Billboard.
В 1987 году Сетцер играл роль Эдди Кокрана в биографическом фильме о жизни Ричи Валенса «Ла бамба».
В середине 1990-х годов Брайан Сетцер воскресил старую форму молодёжной музыки, свинга и Jump blues-музыки, создав «The Brian Setzer Orchestra», амбициозный проект с 17 участниками, выпустивший 4 студийных альбома, рождественский диск и несколько концертных записей в период с 1994 года по 2002. Самый большой успех группы (и Сетцера вне «Stray Cats») случился в 1998 году с релизом альбома «The Dirty Boogie», попавший в десятку лучших альбомов США и содержал хитовый сингл, кавер-версию песни Луи Примы «Jump, Jive and Wail»

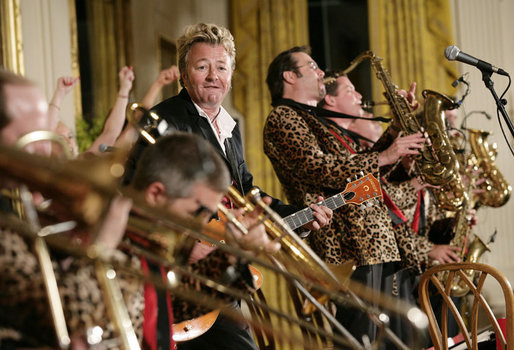
Брайан Сетцер и «The Brian Setzer Orchestra»

Сетцер продолжил выпускать сольные альбомы, в том числе сольную концертную запись «Rockin' By Myself» в 1998 году. В 2001 году он выпустил альбом «Ignition» вместе со своим новым трио «'68 Comeback Special». В 2003 году он выпустил альбом «Nitro Burnin' Funny Daddy». Трибьют-альбом «Rockabilly Riot Vol. 1: A Tribute To Sun Records» был выпущен 26 июля 2005 года в США.Альбом «13» вышел в октябре 2006 года.
25 сентября 2007 года «The Brian Setzer Orchestra» выпустила «Wolfgang’s Big Night Out», в котором используются «Пятая симфония» Бетховена, «Полёт шмеля» и «К Элизе». Этот альбом принёс Сетцеру восьмую номинацию на Грэмми.
13 октября 2009 «The Brian Setzer Orchestra» выпустила новый альбом «Songs From Lonely Avenue.» Впервые в карьере Сетцер был сам автором всех песен в альбоме.

### Личная жизнь
Сетцер был женат три раза: на Дине Морган (1984—1992), с которой имеет сына, Коди; на Кристине Шмид (1994—2002), с которой имеет двух дочерей; и на Джули Рейтен (2005-по настоящее время). Сетцер и Рейтен живут в Миннеаполисе.

## Дискография

### Bloodless Pharaohs
- Marty Thau Presents 2 × 5 (1980)
- Brian Setzer and the Bloodless Pharaohs (1996, Collectables 687)[1]

### Brian Setzer & The Tomcats
- Rock This Town (Recorded Live on March 29, 1980) (Collectables 701)
- High School Confidential (Recorded Live on May 24, 1980) (Collectables 702)
- Stray Cat Strut (Recorded Live on May 24, 1980) (Collectables 703)
- Rip It Up! (Recorded Live on May 30, 1980) (Collectables 704)
- All Shook Up (Recorded Live on May 30, 1980) (Collectables 705)
- Shake Rattle & Roll (Recorded Live on May 31, 1980) (Collectables 706)
- Rockabilly Boogie (Recorded Live on October 10, 1980) (Collectables 707)

### Stray Cats
- Stray Cats (1981)
- Gonna Ball (1981)
- Built For Speed (1982) #2 (15 weeks) US
- Rant N' Rave with the Stray Cats (1983) #14 US
- Rock Therapy (1986) #122 US
- Blast Off! (1989) #111 US
- Let's Go Faster! (1990)
- The Best of the Stray Cats: Rock This Town (1990)
- Choo Choo Hot Fish (1992)
- Original Cool (1993)
- Rumble in Brixton (2004)

### The Brian Setzer Orchestra
- The Brian Setzer Orchestra (1994) #158 US
- Guitar Slinger (1996)
- The Dirty Boogie (1998) #9 US
- Vavoom! (2000) #62 US
- Jumpin' East of Java (2001)
- Best of The Big Band (2002)
- Boogie Woogie Christmas (2002)
- The Ultimate Collection (2004)
- Dig That Crazy Christmas (2005)
- Wolfgang's Big Night Out (September 2007)
- The Best Of Collection - Christmas Rocks! (October 2008)
- Ultimate Christmas Collection (October 2008)
- Songs from Lonely Avenue (October 2009)
- Don't Mess With A Big Band (Live!) (July 2010)
- Christmas Comes Alive (October 2010)
- Rockin’ Rudolph (October 2015)

### Solo material
- The Knife Feels Like Justice (1986) #45 US
- Live Nude Guitars (1988) #140 US
- Rockin' By Myself (1998)
- Nitro Burnin' Funny Daddy (2003)
- Rockabilly Riot Vol. 1: A Tribute To Sun Records (2005)
- 13 (2006) #2 JAP
- Red Hot & Live (2007)

### '68 Comeback special
- Ignition (2001) #152 US

## Фильмография
- La Bamba (1987)
- Mother Goose Rock 'n' Rhyme (1990)
- The Great White Hype (1996)
- The Nanny — «The Bobbi Flekman Story'» (1997), играл себя самого
- The Country Bears (2002), along with the '68 Comeback Special
- The Simpsons — «How I Spent My Strummer Vacation» (2002)
- Уилл и Грэйс — (1998—2006) в роли Бэнджи

## Концертные DVD
- Brian Setzer Orchestra live In Japan (2001)
- Rumble In Brixton (2004)
- Brian Setzer Orchestra Live: Christmas Extravaganza (2005)
- One Rockin' Night ('95) (2007)
- Live In Montreal Jazz Festival (2010)